# Список эпизодов мультсериала «Человек-паук» (1994)
Ниже приведён список и описание эпизодов американского мультсериала «Человек-паук» (1994).
Мультсериал содержит 5 сезонов (65 серий).
Мультсериал начал показываться на канале Fox 19 ноября, 1994.

## Обзор сезонов
| Сезон                  | Сезон | Арка               | Эпизоды | Эпизоды          | Период показа на ТВ | Период показа на ТВ |
| Сезон                  | Сезон | Арка               | Эпизоды | Эпизоды          | Премьера сезона     | Финал сезона        |
| ---------------------- | ----- | ------------------ | ------- | ---------------- | ------------------- | ------------------- |
|                        | 1     | —                  | 13      | 13               | 19 ноября 1994      | 11 июня 1995        |
|                        | 2     | Неогенный кошмар   | 14      | 14               | 9 сентября 1995     | 24 февраля 1996     |
|                        | 3     | Грехи Отцов        | 14      | 14               | 27 апреля 1996      | 23 ноября 1996      |
|                        | 4     | Друзья в опасности | 11      | 11               | 1 февраля 1997      | 2 августа 1997      |
|                        | 5     | —                  | 13      | 1                | 12 сентября 1997    | 12 сентября 1997    |
| Шестеро Забытых Воинов | 5     | 5                  | 13      | 19 сентября 1997 | 17 октября 1997     |                     |
| Возвращение Водяного   | 5     | 2                  | 13      | 24 октября 1997  | 31 октября 1997     |                     |
| Тайные Войны           | 5     | 3                  | 13      | 7 ноября 1997    | 21 ноября 1997      |                     |
| Паучьи войны           | 5     | 2                  | 13      | 31 января 1998   | 31 января 1998      |                     |

## Список эпизодов

### Сезон 1 (1994—1995)
Не имеет официального названия, но часто к нему приписывают названия «Начало» или «Начало Человека-Паука». Как ни странно, но первая серия начинается не с того, как Питера Паркера кусает паук. Видно, что тот уже достаточное время летает на паутине. Это единственный сезон, в котором Паркер надевает Чёрный костюм. Уже в начале первого сезона у Паука много врагов и ни одного союзника, кроме последней серии. У Человека-паука 12 врагов: Ящер, Алистер Смайт (в русском переводе — Умник), Кингпин (в русском переводе — Амбал), Доктор Осьминог, Мистерио, Скорпион, Крэйвен-охотник (в русском переводе слегка изменено на Кравен-охотник), Носорог (в русском переводе — Рино), Шокер (в русском переводе — Громила), Веном (в русском переводе — Чёрная смерть), Хобгоблин (в русском переводе — Домовой) и Хамелеон.
Три части эпизода «Чужой костюм» входят в сюжетную арку «Сага о Веноме».
Сезон дублировала телекомпания «НТВ» в 1996 году. Роли дублировали: Алексей Борзунов, Елена Соловьёва, Александр Рыжков.
| № в сериале | № в сезоне | Название                                  | Описание | Дата премьеры   |
| ----------- | ---------- | ----------------------------------------- | --- | --------------- |
| 1           | 1          | Ночная ящерица                            | Доктор Курт Коннорс в результате неудачного эксперимента превращается в Ящера. С помощью излучателя он хочет превратить всех людей Нью-Йорка в человекоподобных ящериц.                                                | 19 ноября 1994  |
| 2           | 2          | Охотники за пауком                        | Алистер Смайт (Умник) и его отец Спенсер создают «Чёрную Вдову» — огромного паука-робота, чья задача — убить Человека-Паука.                                                                                           | 4 февраля 1995  |
| 3           | 3          | Возвращение Охотников за пауком           | Смайт теперь работает на Кингпина (Амбала) и создаёт новых, более опасных пауков-роботов. | 11 февраля 1995 |
| 4           | 4          | Доктор Осьминог: вооружён и опасен        | Фелицию Харди похищает «четырёхрукий» учёный Отто Октавиус по кличке Доктор Осьминог. Фонд Харди однажды отказал Октавиусу в финансировании его экспериментов, что привело Октавиуса к желанию отомстить фонду.        | 18 февраля 1995 |
| 5           | 5          | Грозный Мистерио                          | По телевидению сообщается об ограблении банка, совершённого Человеком-пауком — в этом пытается убедить публику мастер иллюзий Мистерио. Пауку предстоит разоблачить самозванца и узнать, кто он такой на самом деле.   | 25 февраля 1995 |
| 6           | 6          | Жало Скорпиона                            | Джона Джеймсон намерен создать достойного врага Пауку и выбирает в качестве кандидатуры Мака Гаргана (Прыщика), не зная, что у того есть и собственные амбиции.                                                        | 11 марта 1995   |
| 7           | 7          | Крэйвен-охотник                           | Охота в каменных джунглях за Крэйвеном-охотником — человеком, полагающимся на примитивные предметы самообороны и грубую силу.                                                                                          | 1 апреля 1995   |
| 8           | 8          | Чужой костюм. Часть 1 см. «Сага о Веноме» | В Нью-Йорке падает шаттл с Джоном Джеймсоном-младшим на борту, откуда Носорог (Рино) похищает «Прометей-Икс». К Паркеру прицепляется загадочная чёрная субстанция, увеличивающая силы, но дурно влияющая на характер.  | 29 апреля 1995  |
| 9           | 9          | Чужой костюм. Часть 2                     | Характер Паркера меняется под воздействием симбиота и в бою против Шокера (Громилы) это чуть не оборачивается трагедией. Эдди Брок, ярый конкурент Паркера на работе, взбешён своим увольнением и хочет ему отомстить. | 6 мая 1995      |
| 10          | 10         | Чужой костюм. Часть 3                     | Брок теперь зовёт себя Веномом (Чёрной Смертью) и готов уничтожить Паркера, пытающегося изгнать симбиота из тела Брока.                                                                                                | 13 мая 1995     |
| 11          | 11         | Домовой. Часть 1                          | Норман Озборн развязывает войну против Кингпина (Амбала) усилиями наёмника по имени Хобгоблин (Домовой), однако тот выходит из-под контроля.                                                                           | 20 мая 1995     |
| 12          | 12         | Домовой. Часть 2                          | Хобгоблин (Домовой) ведёт двойную игру, вследствие чего Кингпин (Амбал) и Озборн вынуждены то объединяться, то ссориться.                                                                                              | 27 мая 1995     |
| 13          | 13         | День Хамелеона                            | Джеймсон и Паркер узнают от Ника Фьюри о наёмнике Хамелеоне, желающем сорвать подписание мирного договора между двумя странами.                                                                                        | 11 июня 1995    |

### Сезон 2 (1995—1996)
Второй сезон частично основан на сюжетной линии The Six Arms Saga серии комиксов The Amazing Spider-Man. В отличие от первого сезона, второй уже имеет официальное название — «Неогенный кошмар». Он более упорядоченный и представляет собой одну большую историю о том, как Человек-паук переживал Неогенный кошмар — превращаясь в Сверхпаука (настоящего гуманоидного паука), он терял силы и его ДНК постоянно менялась, что было весьма неприятно, несмотря на то, что ему уже давно было ясно, что он — мутант. Также в этом сезоне Паук обретает первых союзников: Люди Икс (в том числе Зверя, названного Тварью в русском переводе), Блэйд (в русском переводе — Мститель) и Каратель (изначально являлся противником). Также в сезоне появляются новые враги: Гидромен, Морбиус, Каратель, Стервятник, Надгробие (в русском переводе — Серый камень), Кувалда (в русском переводе — Твёрдый лоб), Сильвермейн (в русском переводе — Седовласый). Также под руководством Кингпина появляется первый состав Коварной шестёрки.
Сезон дублировала телекомпания «НТВ» в 1996 году. Роли дублировали: Алексей Борзунов, Елена Соловьёва, Александр Рыжков.
| № в сериале | № в сезоне | Название                      | Описание | Дата премьеры    |
| ----------- | ---------- | ----------------------------- | --- | ---------------- |
| 14          | 1          | Коварная Шестёрка             | После побега из тюрьмы объединились враги Человека-Паука, начавшего терять свои силы. | 9 сентября 1995  |
| 15          | 2          | Сражение с Коварной Шестёркой | Человек-паук даёт бой недавно собранной «Коварной Шестёрке», полагаясь на ловкость и хитрость и подставляя тем самым Амбала. | 16 сентября 1995 |
| 16          | 3          | Гидромен                      | Моррис Бенч, бывший парень Мэри Джейн, стал водяным мутантом по прозвищу Гидромен с желанием вернуть себе девушку. | 23 сентября 1995 |
| 17          | 4          | Страсти по мутантам           | Человек-паук, борясь со своей слабостью, сталкивается с Людьми Икс и оказывается в центре подковёрной борьбы между Гербертом Лэндоном и мутантами.                                                                               | 30 сентября 1995 |
| 18          | 5          | Месть мутантов                | Ненавистник мутантов Лэндон сам становится мутантом, в бой вмешивается Домовой… Человеку-пауку предстоит спасти Тварь. | 7 октября 1995   |
| 19          | 6          | Морбиус                       | Майкл Морбиус метит на место помощника доктора Коннорса и ворует наработки Паркера, но превращается в результате вышедшего из под контроля опыта в вампира.                                                                      | 28 октября 1995  |
| 20          | 7          | Появление Карателя            | Приняв сыворотку доктора Кроуфорд, Паркер пережил мутацию — на его теле появились четыре дополнительные руки. На сцену выходит Каратель с желанием поймать Человека-паука.                                                       | 4 ноября 1995    |
| 21          | 8          | Поединок охотников            | Каратель продолжает охоту на превратившегося в Сверхпаука Паркера, Морбиус всё ещё на свободе и не может побороть свой голод, а доктор Кроуфорд зовёт на помощь Крэйвена.                                                        | 11 ноября 1995   |
| 22          | 9          | Охотник за вампирами          | Убийца вампиров Мститель (в оригинале — Блэйд) охотится на Морбиуса и конфликтует с Человеком-Пауком, поскольку не считает Морбиуса достойным спасения.                                                                          | 3 февраля 1996   |
| 23          | 10         | Бессмертный вампир            | Детектив Терри Ли, расследовавшая дело Морбиуса, знакомится со Мстителем и Уистлером. Пытаясь спасти Морбиуса, Паркер, Мститель и Ли приходят в его логово.                                                                      | 10 февраля 1996  |
| 24          | 11         | Плита времени                 | Учёные обнаруживают Плиту времени, способную возвращать молодость. Амбал и Седовласый борются за плиту, используя своих вышибал по имени Твёрдый Лоб, Серый Камень и Умник, а также хотят выведать у доктора Коннорса её секрет. | 18 ноября 1995   |
| 25          | 12         | Неумолимое время              | Амбал похищает дочь Седовласого и требует от Коннорса раскрыть секрет плиты. Седовласый крадёт жену Амбала и хочет вернуть себе молодость любой ценой. Человек-паук может спасти Коннорса, если враги начнут грызть друг друга.  | 25 ноября 1995   |
| 26          | 13         | Крик Стервятника              | Эдриан Тумс по кличке Стервятник мечтает вернуть себе молодость, забирая её у других, ведя при этом войну против Нормана Озборна.                                                                                                | 17 февраля 1996  |
| 27          | 14         | Последний неогенный кошмар    | Стервятник забирает жизненные силы вместе с геном мутации у Человека-паука. Чтобы спастись, Тумс заключает сделку со Скорпионом и пытается выторговать себе молодость у Коннорса.                                                | 24 февраля 1996  |

### Сезон 3 (1996)
Третий сезон носит название «Грехи Отцов» (в дубляже НТВ — Отцовские грехи). В этом сезоне мир Человека-паука расширяется за счёт гармоничного включения в него магии, в отдельных случаях неплохо ладящая с наукой. Несмотря на название, отцовским грехам посвящены были не все серии. Действительно, в части из них мы узнаём о прошлом некоторых ключевых персонажей, о роли семьи в их жизни. Но весь сезон объединяет Мадам Паутина — загадочная провидица, появившаяся в жизни Человека-паука. Она обладает невероятными мистическими возможностями — телепатия и контроль над пространством, несколько раз спасших Паркеру жизнь. Она даёт ему полезные советы, которые он, увы, понимает не сразу. По её словам, она готовит Паркера к некой великой битве, самой важной в его жизни. Впоследствии Человек-паук сражается с симбиотами Карнажем (в русском переводе — Потрошитель) и Веномом (в русском переводе — Смертоносец). Эпизоды «Возвращение Венома» и «Карнаж» входят в сюжетную арку «Сага о Веноме».
В этом сезоне впервые появляются Зелёный гоблин, ставший одним из главных врагов супергероя, а также новые союзники — Доктор Стрэндж, Вонг, Сорвиголова, Железный человек и Воитель.
Первые 3 серии третьего сезона дублировала телекомпания «НТВ» в 1996 году. Роли дублировали: Алексей Борзунов, Елена Соловьёва, Александр Рыжков.
Оставшиеся серии сезона озвучены телекомпанией «REN-TV» в 2001 году. Роли озвучивали: Анатолий Петров, Светлана Репетина, Михаил Морозов (31-37 серии), Игорь Добряков (38-41 серии). Домовому возвращён изначальный псевдоним — Хобгоблин, а псевдоним Серого Камня меняется на Могильщика.
| № в сериале | № в сезоне | Название                                    | Описание | Дата премьеры    |
| ----------- | ---------- | ------------------------------------------- | --- | ---------------- |
| 28          | 1          | Доктор Стрэндж                              | Секта, поклоняющаяся демону Дормамму, похищает Мэри Джейн. Человек-паук и его новый друг, Доктор Стрэндж, сходятся в бою против отступника по имени Мордо.                                                                          | 27 апреля 1996   |
| 29          | 2          | Загадай желание                             | Доктор Осьминог, взбешённый очередной «кражей» своего изобретения фондом Харди, вновь сражается с Пауком. Человек-паук встречает девочку по имени Таина и рассказывает ей свою историю.                                             | 4 мая 1996       |
| 30          | 3          | Нападение Окторобота                        | Октавиус промыл мозги Человеку-Пауку и только Таина помогает ему вспомнить, кто он такой. | 11 мая 1996      |
| 31          | 4          | Те же и Зелёный Гоблин                      | Неудачный эксперимент Озборна с новым химическим оружием приводит к превращению последнего в Зелёного Гоблина. Озборн хочет отомстить выгнавшей его из правления Oscorp.                                                            | 18 мая 1996      |
| 32          | 5          | Неуловимый скейтбордист                     | Роберт Фаррелл, пытаясь помочь бедной матери, крадёт технологии главаря банды Джексона Уила, соединяет их со своими разработками и становится Неуловимым Скейтбордистом.                                                            | 14 сентября 1996 |
| 33          | 6          | Подстава                                    | Паркер устроился работать в корпорацию Амбала, однако был подставлен его сыном и попал в тюрьму за продажу секретной информации. Сорвиголова берётся за дело Паркера.                                                               | 21 сентября 1996 |
| 34          | 7          | Без страха и упрёка                         | Пытаясь найти улики, снимающие вину с Паркера, Человек-паук и Сорвиголова врываются в убежище Амбала. | 28 сентября 1996 |
| 35          | 8          | Идеальный убийца                            | Амбал и Герберт Лэндон насильно трансформируют Умника, вернув ему возможность ходить. Но под давлением Человека-паука Умник оборачивает оружие против Фиска.                                                                        | 5 октября 1996   |
| 36          | 9          | Могильщик                                   | Друг Паркера Робби Робинсон не может уследить за сыном Рэнди, которого пытается завлечь в банду Могильщик — Лонни Томпсон Линкольн, когда-то друживший с Робби.                                                                     | 12 октября 1996  |
| 37          | 10         | Возвращение Смертоносца см. «Сага о Веноме» | Дормамму возвращает симбиота в наш мир: Эдди Брок получает шанс отомстить Пауку и снова становится Смертоносцем, а маньяк Клетус Кэссиди — Потрошителем, «потомком» Венома. На стороне Человека-паука — Железный человек и Воитель. | 2 ноября 1996    |
| 38          | 11         | Потрошитель см. «Сага о Веноме»             | Потрошитель забирает души для Мордо, Эдди борется со своим симбиотом и пытается остановить Кэссиди. Броку может помочь доктор Эшли Кафка, знающая о его союзе с Веномом.                                                            | 9 ноября 1996    |
| 39          | 12         | Пятно                                       | Ранее работавший на Тони Старка доктор Джонатан Онн с помощью временного акселератора случайно насоздавал кротовые норы и стал злодеем по имени Пятно.                                                                              | 26 октября 1996  |
| 40          | 13         | Гоблин объявляет войну!                     | Мечтающий отомстить за унижение Хобгоблин выходит на арену и борется против Зелёного Гоблина. | 16 ноября 1996   |
| 41          | 14         | Поворотный момент                           | Зелёный Гоблин узнаёт тайну Паркера и атакует самых дорогих ему людей. | 23 ноября 1996   |

### Сезон 4 (1997)
Четвёртый сезон носит название «Друзья в опасности». Паук встречает своего самого долговременного союзника — таинственную Чёрную Кошку, впоследствии завязав с ней короткий любовный роман. Единственная причина окончания этого романа — появление пропавшей Мэри Джейн Уотсон.
Сезон озвучен телекомпанией «REN-TV» в 2001 году. Роли озвучивали: Анатолий Петров, Светлана Репетина, Михаил Морозов (с 43 серии), Игорь Добряков (42 серия). Мстителю возвращается изначальный псевдоним — Блэйд. Псевдоним Мистерио меняется на Трюкача.
| № в сериале | № в сезоне | Название                     | Описание                                                                                            | Дата премьеры   |
| ----------- | ---------- | ---------------------------- | --------------------------------------------------------------------------------------------------- | --------------- |
| 42          | 1          | Виновен                      | Джозеф Робинсон, друг Паркера, попадает в тюрьму.                                                   | 1 февраля 1997  |
| 43          | 2          | Кот                          | Человек-паук пытается получить информацию от Ника Фьюри о таинственном преступнике по прозвищу Кот. | 8 февраля 1997  |
| 44          | 3          | Чёрная Кошка                 | Фелиция Харди больше не та, что была прежде.                                                        | 15 февраля 1997 |
| 45          | 4          | Возвращение Кравена          | Кравен возвращается в Нью-Йорк.                                                                     | 22 февраля 1997 |
| 46          | 5          | Напарники                    | Возвращение Скорпиона и Стервятника, Умник готовит ловушку для Кошки и Паука.                       | 3 мая 1997      |
| 47          | 6          | Пробуждение вампира          | Дэбора Уитман и её команда находят Морбиуса.                                                        | 10 мая 1997     |
| 48          | 7          | Королева Вампиров            | Блэйд находит свою мать в лице Королевы Вампиров.                                                   | 17 мая 1997     |
| 49          | 8          | Возвращение Зелёного Гоблина | Паркер под прицелом у Карателя. Гарри Озборн становится новым Зелёным Гоблином.                     | 12 июля 1997    |
| 50          | 9          | Наваждение Мэри Джейн Уотсон | Последние фокусы Трюкача, возвращение Мэри Джейн.                                                   | 19 июля 1997    |
| 51          | 10         | Король ящеров                | ДНК Коннорса создало новую расу подземных существ.                                                  | 26 июля 1997    |
| 52          | 11         | Хищник                       | Паркер встречается со своим давним другом Хищником.                                                 | 2 августа 1997  |

### Сезон 5 (1997—1998)
«Шестеро Забытых Воинов» — история из 5 эпизодов. Паркеру помогает команда супергероев во главе с Капитаном Америкой, защищавшая мир от зла в 1940 — 60-е года. Они помогают узнать Паркеру правду о его родителях, справиться со новой «Коварной Шестёркой» и Электро.
«Возвращение Водяного» — история из 2 эпизодов. Паук снова встретился с Гидроменом. Открывается горькая правда: вернувшаяся Мэри Джейн — клон, созданный Майлзом Уорреном.
«Секретные Войны» — история из 3 эпизодов. Мадам Паутина возлагает на Паука ответственность — возглавить сторону Добра и победить в битве между Добром и Злом в параллельном мире. Пауку была предоставлена честь возглавить следующую команду:
- Мистер Фантастик (Фантастическая Четвёрка);
- Человек-Факел (Фантастическая Четвёрка);
- Существо (Фантастическая Четвёрка);
- Женщина-Невидимка (Фантастическая Четвёрка);
- Железный Человек	;
- Капитан Америка	;
- Шторм (Люди-Икс);
- Ящер;
- Чёрная кошка.

«Паучьи войны» — история из 2 эпизодов. Мадам Паутина знакомит Паркера с его двойниками из параллельных миров. Их пятеро:
- Алый паук;
- Паук-осьминог;
- Неогенный паук (впоследствии мутировал в Сверхпаука);
- Бронированный паук — версия Человека-паука, полная противоположность основному. Эта версия богача и знаменитости (всем известно, что Питер супергерой), в чём очень напоминает Тони Старка. На собственные деньги создал бронированный вариант костюма;
- Человек-паук (в действительности — Человек-паук из нашей реальности, то есть обычный актёр, а «Человек-паук» — обычный комикс). Вероятно, это Николас Хаммонд, поскольку он — единственный актёр того времени, чья внешность похожа на внешность Человека-паука 1994 года.

Они должны действовать вместе, ведь враг опасен — Паук-Карнаж, жаждущий уничтожить все вселенные, объединившись с Зелёным Гоблином и Хобгоблином.
Последний сезон озвучен телекомпанией «REN-TV» в 2001 году. Роли озвучивали: Анатолий Петров, Светлана Репетина, Михаил Морозов. Псевдоним Гидромена меняется на Водяного.
| № в сериале | № в сезоне | Название                                          | Описание | Дата премьеры    |
| ----------- | ---------- | ------------------------------------------------- | --- | ---------------- |
| 53          | 1          | Свадьба                                           | Гарри снова становится Зелёным Гоблином и со Скорпионом решает испортить свадьбу Паркера.                                   | 12 сентября 1997 |
| 54          | 2          | Шесть забытых воинов                              | Паркер в попытке узнать информацию о своих родителях едет в столицу России — Москву.                                        | 19 сентября 1997 |
| 55          | 3          | Шесть забытых воинов 2: Невостребованное наследие | Человек-паук и «Коварная Шестёрка» в Чернобыле.                                                                             | 26 сентября 1997 |
| 56          | 4          | Шесть забытых воинов 3: Секреты шестёрки          | Таинственные кольца героев 40-х дают о себе знать.                                                                          | 3 октября 1997   |
| 57          | 5          | Шесть забытых воинов 4: Герои снова в бою         | Хамелеон предаёт напарников и переходит на сторону Красного Черепа.                                                         | 10 октября 1997  |
| 58          | 6          | Шесть забытых воинов 5: Цена героизма             | Бой Человека-паука и Электро.                                                                                               | 17 октября 1997  |
| 59          | 7          | Возвращение Водяного. Часть 1                     | Бенч возвращается и преследует Мэри Джейн.                                                                                  | 24 октября 1997  |
| 60          | 8          | Возвращение Водяного. Часть 2                     | Мэри побеждает Бенча, но оказалось, что она — клон.                                                                         | 31 октября 1997  |
| 61          | 9          | Секретные войны 1: Прибытие                       | Человек-паук прибывает на неизвестную планету и собирает отряд героев для сражения со злом.                                 | 7 ноября 1997    |
| 62          | 10         | Секретные войны 2: Череп бросает вызов            | Путь Отряда Паука приводит к сражению со старыми врагами.                                                                   | 14 ноября 1997   |
| 63          | 11         | Секретные войны 3: Дум                            | Доктор Дум захватывает вселенскую власть.                                                                                   | 21 ноября 1997   |
| 64          | 12         | Паучьи войны 1: Как я ненавижу клонов             | Паркер и его альтернативные версии сражаются с Пауком-Карнажем, Хобгоблином и Зелёным Гоблином.                             | 31 января 1998   |
| 65          | 13         | Паучьи войны 2: Прощай, Человек-Паук!             | Паук, путешествуя по вселенным Алого и Бронированного пауков, выходит на бой с психически неуравновешенным Пауком-Карнажем. | 31 января 1998   |